# Copernicia prunifera
Copernicia prunifera, conocida como carnauba, palma carnauba o carnaubeira (en portugués), es un árbol de la familia Arecaceae. Es una especie de palmas nativas del noreste de Brasil.

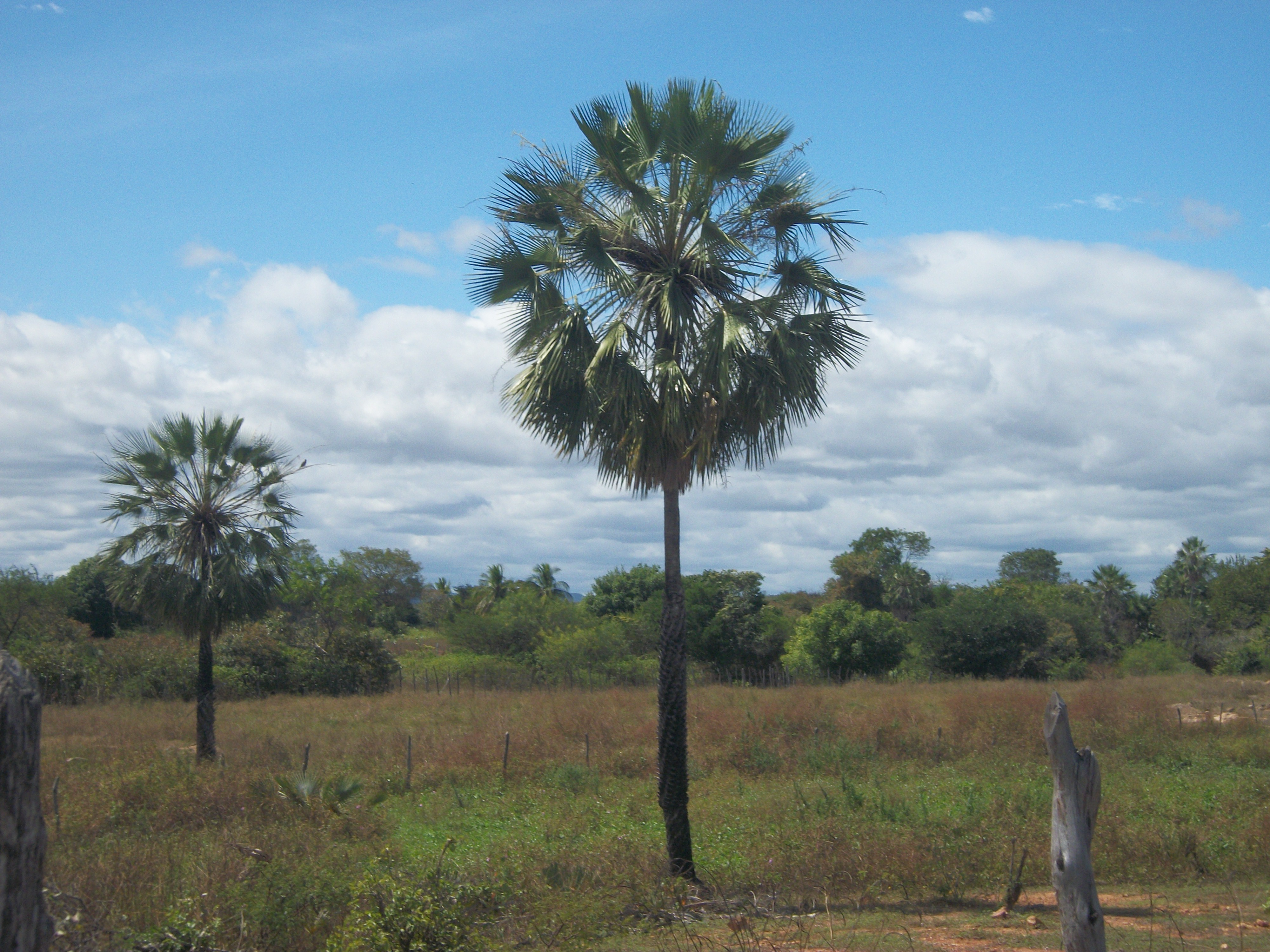
Copernicia prunifera en la Caatinga

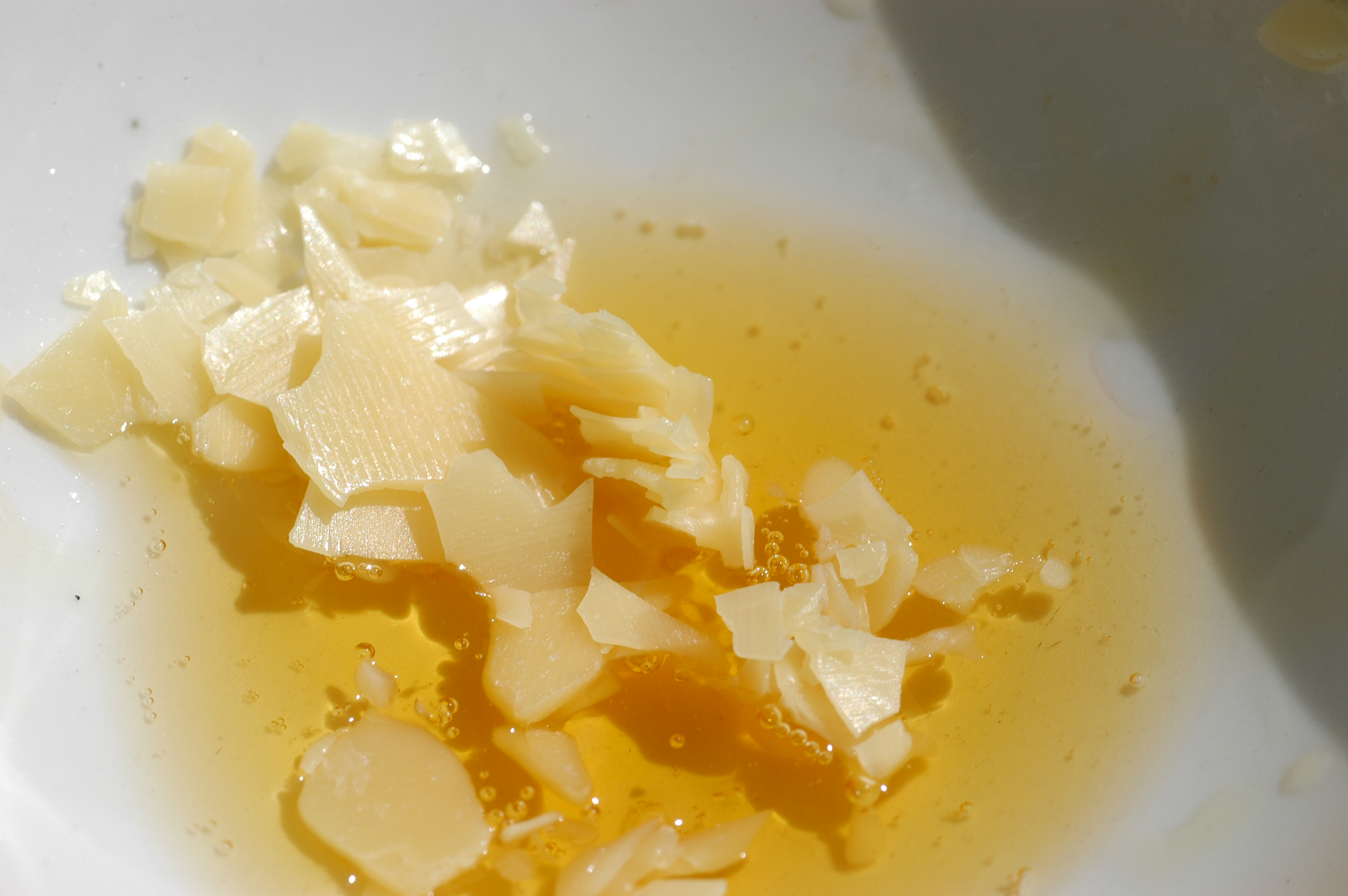
Cera de carnauba

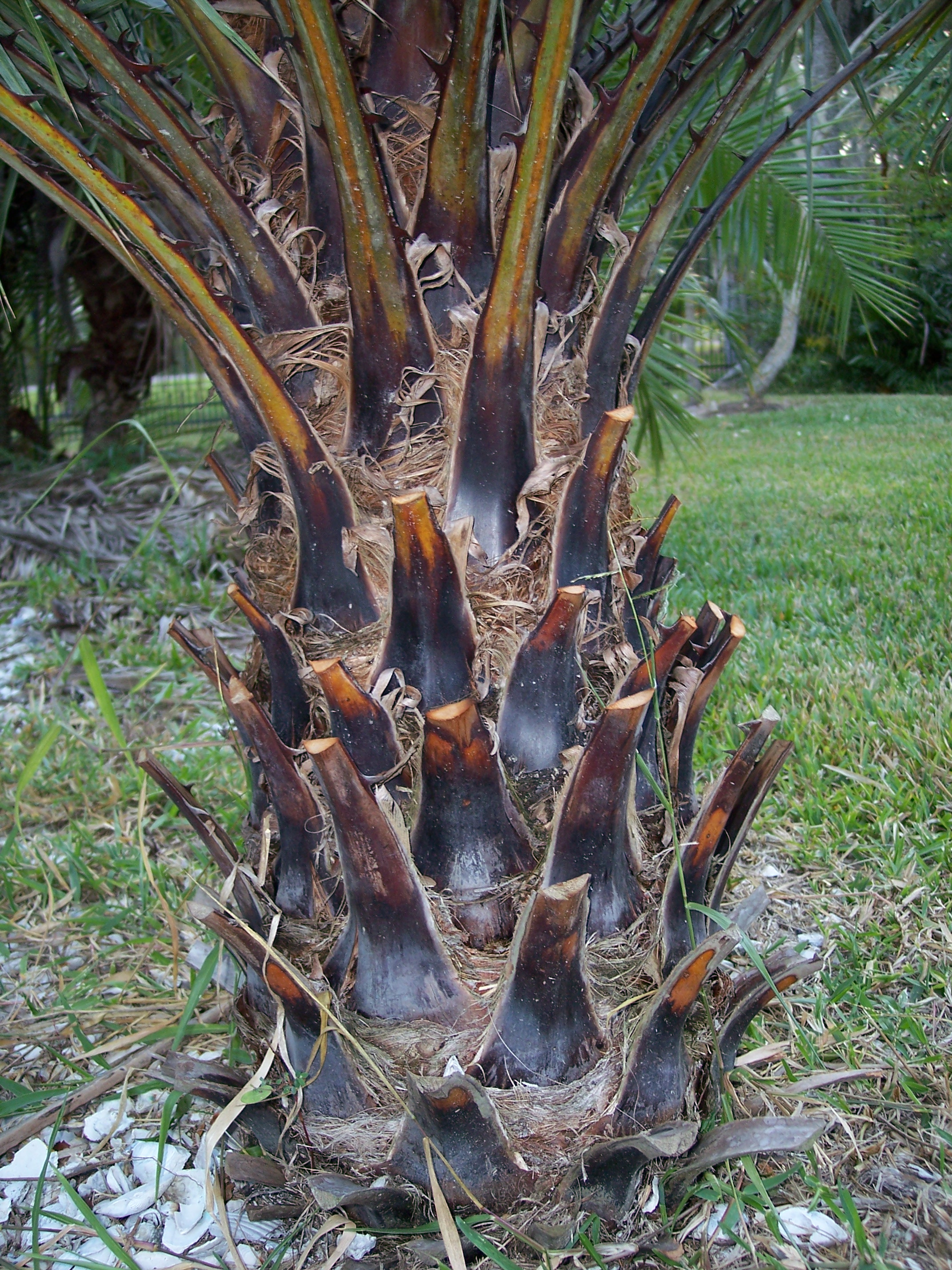
Detalle del tronco

## Descripción
Las palmeras adultas alcanzan un tamaño de 15 m (metros) de altura, 10 m raramente en cultivo. El diámetro es de 25 cm (centímetros). La corona es densa y redonda y tiene 5 m de alto y de ancho. Las hojas tienen forma de abanico y miden 1,5 m de ancho. El largo pecíolo de 1 m de largo está armado con dientes afilados. Las hojas son de color verde oscuro a azul-verde, ambas partes están recubiertas de cera. La inflorescencia es de 2 m de largo, en estrecha panícula que se extiende muy por encima de la corona de hojas. Las flores son de color marrón amarillento y bisexuales. Los frutos son redondos de 2,5 cm de grosor y marrón a negro.

## Localización y hábitat
La carnauba (Copernicia prunifera) es endémica del semiárido noreste brasileño, es el árbol símbolo del estado de Ceará, conocido como «árbol de la vida».

## Usos
Tiene una infinidad de aplicaciones: sus raíces tienen un uso medicinal y son un eficiente diurético; los frutos son muy ricos en nutrientes y se utilizan para la alimentación animal; el tronco tiene una madera de buena calidad, empleada en la construcción.
La cera de carnauba es cosechada de las hojas de la palma, y tiene numerosas aplicaciones: se utiliza en productos para pulir los coches, los zapatos, el suelo, y se mezcla a menudo con cera de abeja para distintas aplicaciones; combinada con aceite de coco es también uno de los principales ingredientes de la cera utilizada por los surfistas en sus tablas; se utiliza en la preparación de productos industriales culinarios, se cubren los alimentos con esta cera para darles un aspecto brillante, hallándose en esta forma en confites como los M&M's y el Tic Tac, y también en algunos chocolates; encuentra también aplicaciones en la industria farmacéutica, como cobertura de algunos medicamentos y en la industria cosmética, en las cremas y barra de labios, donde actúa como emoliente y formador de película.

## Taxonomía
Copernicia prunifera fue descrita por (Mill.) H.E.Moore y publicado en Gentes Herbarum; occasional papers on the kind of plants 9: 242. 1963.
Etimología
Copernicia: nombre genérico que fue dado en honor del astrónomo polaco Nicolás Copérnico.
Sinonimia
- Arrudaria cerifera (Arruda) Macedo
- Copernicia cerifera (Mill.) H.E.Moore
- Corypha cerifera Arruda
- Palma prunifera Mill.[2]